# Basidiomycota
I basidiomiceti (Basidiomycota R.T. Moore, 1980) è uno dei più grandi phyla, insieme agli ascomiceti (Ascomycota), che compongono il regno dei Funghi.
Esso comprende tutti quei gruppi di funghi che hanno micelio settato, riproduzione sessuata e asessuata con produzione di basidi e spore non mobili.

## Descrizione
A differenza dei membri di Myxomycota, i basidiomiceti fanno parte di Eumycota, pertanto le cellule dei basidiomiceti sono organizzate in ife che insieme formano un micelio. Nel caso dei basidiomiceti, il micelio è settato, cioè ci sono pareti cellulari trasversali che separano le singole cellule.
Poiché hanno un ciclo vitale aplodicarionte, si può trovare sia un micelio primario aploide con cellule mononucleate, sia, per somatogamia di due miceli aploidi, un micelio secondario con cellule binucleate, che costituisce la dicariofase del ciclo riproduttivo. È dal micelio secondario che si sviluppano i basidi, dove avviene la meiosi e si producono le basidiospore. Il micelio secondario può formare corpi fruttiferi di discrete dimensioni (ad esempio, di alcuni centimetri di diametro nel caso di Boletus edulis, il fungo porcino), dove si raccolgono i basidi.
Oltre alla riproduzione sessuata per basidiospore, hanno anche una riproduzione per moltiplicazione vegetativa tramite: clamidospore (gemme), conidi e oidi.
La maggior parte dei funghi mangerecci o velenosi appartiene a questa classe.

## Tassonomia
La più recente classificazione filogenetica riporta:
- Phylum Basidiomycota
  - Subphylum Agaricomycotina
    - Classe Agaricomycetes
    - Classe Dacrymycetes
    - Classe Tremellomycetes

  - Subphylum Pucciniomycotina
    - Classe Agaricostilbomycetes
    - Classe Atractiellomycetes
    - Classe Classiculomycetes
    - Classe Cryptomycocolacomycetes
    - Classe Cystobasidiomycetes
    - Classe Microbotryomycetes
    - Classe Mixiomycetes
    - Classe Pucciniomycetes

  - Subphylum Ustilaginomycotina
    - Classe Exobasidiomycetes
    - Classe Ustilaginomycetes

## Usi e applicazioni
- La prima applicazione dei Basidiomiceti è quella riguardante il consumo di funghi mangerecci, alcuni dei quali vengono coltivati su larga scala (es. Agaricus bisporus, Pleurotus). La coltivazione di questi funghi avviene a partire da scarti lignocellulosici e letami di diversa origine contribuendo al loro smaltimento. Inoltre dal substrato di coltivazione si ottiene un sottoprodotto, il compost, impiegato come ammendante e fertilizzante del suolo.
- Alcuni basidiomiceti sono conosciuti fin dall'antichità per le loro proprietà medicinali; ad esempio Ganoderma lucidum, Trametes versicolor, Fomes fomentarius, Tremella fuciformis e Lentinula edodes erano già conosciute nella medicina tradizionale cinese. Attualmente sono riconosciute dalla medicina ufficiale per le loro proprietà terapeutiche più di 270 specie di basidiomiceti, alcune delle quali sono prodotte a livello industriale.
- Alcuni funghi come Trametes odorata, producono monoterpeni dall'aroma dolce (linalolo) o di rosa (geraniolo e nerolo). Altri vengono utilizzati nella produzione del mentolo.
- I funghi del marciume bianco sono gli unici organismi viventi in grado di mineralizzare completamente la lignina. L'uso di questi funghi o dei loro enzimi negli ultimi anni è incrementato moltissimo sia a livello industriale, principalmente nell'industria della carta, sia a livello ambientale, nei processi di biorisanamento.